# Riblje pušenje
Riblje pušenje zajednički je glazbeni projekt grupa Zabranjeno pušenje i Riblja Čorba tijekom Svjetskog nogometnog prvenstva u Francuskoj 1998. godine. Frontmeni su bili Nele Karajlić i Bora Čorba. Bend je izdao 3 pjesme:
- Pobednička pjesma
- Gubitnička pjesma
- Srpski instrumental

Pjesme su objavljene u sklopu kompilacije "Fudbalske himne '98".